# Ху
Ху (ḥw) — у давньоєгипетській міфології — одна з п'яти складових частин людської сутності; абстрактне божество творчого слова, персоніфікація божественної волі. У мемфіській космогонії ототожнюється зі «Словом» Птаха. З Ка і Хат складав тріаду. Зображувався у пташиному обличчі.

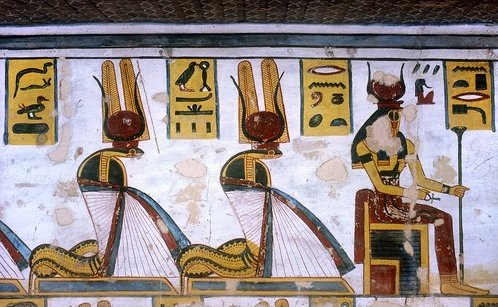
Непрет, Рененутет і Ху в образі кобри.

Ху згадується вже у Стародавньому царстві, в Текстах пірамід (PT 251, PT 697), як супутник покійного фараона. Разом з Сіа, він був зображений у свиті Тота, з яким також був іноді ідентифікований.
У Середньому царстві, Ху та Сіа були пов'язані з Пта, який створив всесвіт, вимовивши слово творіння. Ху уособлював його волю, а Сіа — інтелект, мислення, пізнання. Ху зображався у вигляді людини, сокола або у вигляді людини з головою барана.
Ху, Сіа та Хека, з'являються у текстах та на стінах гробниць Нового царства, супроводжуючи Бога Ра в Сонячному човні під час його постійної подорожі через ніч. У Текстах саркофагів, поряд з Хека, грав активну роль у заваді ворогам Ра, у вигляді змій, перервати його подорож.
У нове царство, Ху та Сіа, разом з Хека і Седжем були членами чотирнадцяти творчих сил Амон-Ра. У часи Єгипту Птолемеїв, Ху злився з  Шу (повітря).